# Incilius nebulifer
Pour les articles homonymes, voir Bufo granulosus.
Espèce
Synonymes
- Bufo granulosus Baird & Girard, 1852
- Bufo nebulifer Girard, 1854

Statut de conservation UICN

 LC  : Préoccupation mineure
Incilius nebulifer est une espèce d'amphibiens de la famille des Bufonidae.

## Répartition

Distribution

Cette espèce se rencontre jusqu'à 1 550 m d'altitude, :
- aux États-Unis dans le sud du Mississippi, en Louisiane, dans le sud de l'Arkansas et dans l'Ouest et le Sud du Texas ;
- au Mexique dans les États du Coahuila, du Nuevo León du Tamaulipas et au Veracruz.

## Description
Les mâles mesurent de 53 à 98 mm et les femelles de 54 à 125 mm.

## Publication originale
- Girard, 1854 : Descriptions of new genera and species of North American Frogs. Proceedings of the Academy of Natural Sciences of Philadelphia, vol. 7, p. 86–88  (texte intégral).